# Joan Bennett

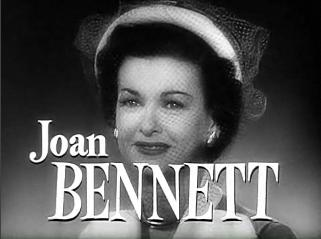
Joan Bennett en El padre de la novia (1950)

Joan Geraldine Bennett (Palisades, Nueva Jersey; 27 de febrero de 1910 - Scarsdale, Nueva York; 7 de diciembre de 1990), conocida como Joan Bennett, fue una actriz estadounidense.

## Biografía
Fue hija de los actores Richard Bennett y Adrienne Morrison, y hermana de las también actrices Constance Bennett y Barbara Bennett.

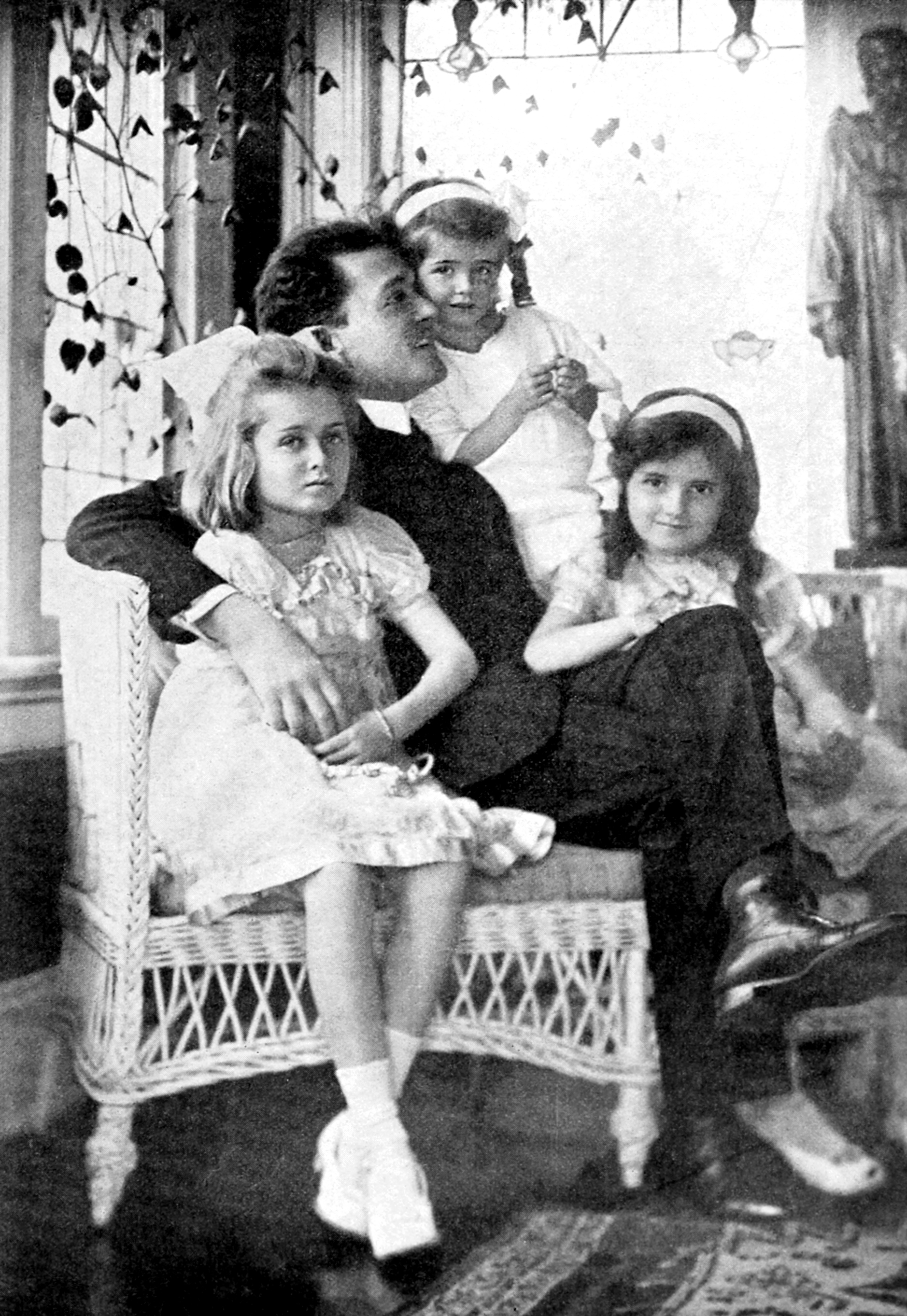
Richard Bennett con sus tres hijas (de izquierda a derecha), Constance, Joan y Barbara (1918)

Sus primeros pasos fueron con papeles secundarios, hasta que gracias a su notable apariencia y seductora personalidad, en 1929 consiguió su papel de partida a la fama en la película de F. Richard Jones El capitán Drummond, junto a Ronald Colman, nominado al Óscar. 
En 1926 contrajo matrimonio con John Marion Fox, con quien tuvo a su hija Diana (1928), y del que se divorciaría en el mismo año del nacimiento de esta. En 1932, y hasta 1938, volvió a casarse, en esta ocasión con el guionista y productor Gene Markey. De este matrimonio nacería su segunda hija, Melinda (1934)
Durante esos años afianzó su nombre con películas como Mi chica y yo (1932), de Raoul Walsh; Mujercitas (1933), de George Cukor; Wedding Present (1936), de Richard Wallace; la comedia junto a Cary Grant Big Brown Eyes (1936)... Cambió el color de su pelo del natural rubio a teñido de moreno en La fugitiva de los trópicos (1938) de Tay Garnett, filme con el que conquistó a medio mundo, convirtiéndose con su nuevo aspecto en una "mujer fatal", iniciando en su carrera una segunda etapa llena de éxitos y encarnando su papel en la vida real.
El 12 de enero de 1940, contrajo matrimonio con Walter Wanger, un famoso y poderoso productor de cine en cuyo historial se cuentan clásicos como La diligencia (1939), de John Ford, y Cleopatra (1963), de Joseph L. Mankiewicz, con Elizabeth Taylor. 
En esa época Joan alcanzaría la fama cinematográfica en su papel de "mujer fatal" (gracias en parte al apoyo de su marido) con el director alemán de cine negro Fritz Lang, con películas como El hombre atrapado (1941), La mujer del cuadro (1944), Perversidad (1945; remake americano de la película de 1931 La golfa, de Jean Renoir) y Secreto tras la puerta (1948) o con el mismo Jean Renoir en Una mujer en la playa (1947).
En 1950 Vincente Minnelli la dirigió en la comedia El padre de la novia (1950) y su continuación, El padre es abuelo (1951), junto a Spencer Tracy y Elizabeth Taylor. 
Por desgracia, ese mismo año, y cuando Joan estaba en lo alto de la fama, su marido Walter, en un ataque de celos, disparó contra el agente de ella, Jennings Lang, hiriéndolo en la ingle. El consiguiente escándalo la apartó de la carrera cinematográfica, haciéndola actuar principalmente en teatro y en televisión.
En septiembre de 1965 se divorciaría de Wanger, con el que tuvo dos hijas: Stephanie Guest y Shelly Antonia.
Fue nominada al premio Emmy a la Mejor Actriz por su papel en la serie Dark Shadows (1966).

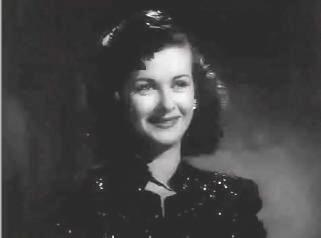
Joan Bennett, en una escena de La mujer del cuadro (1944)

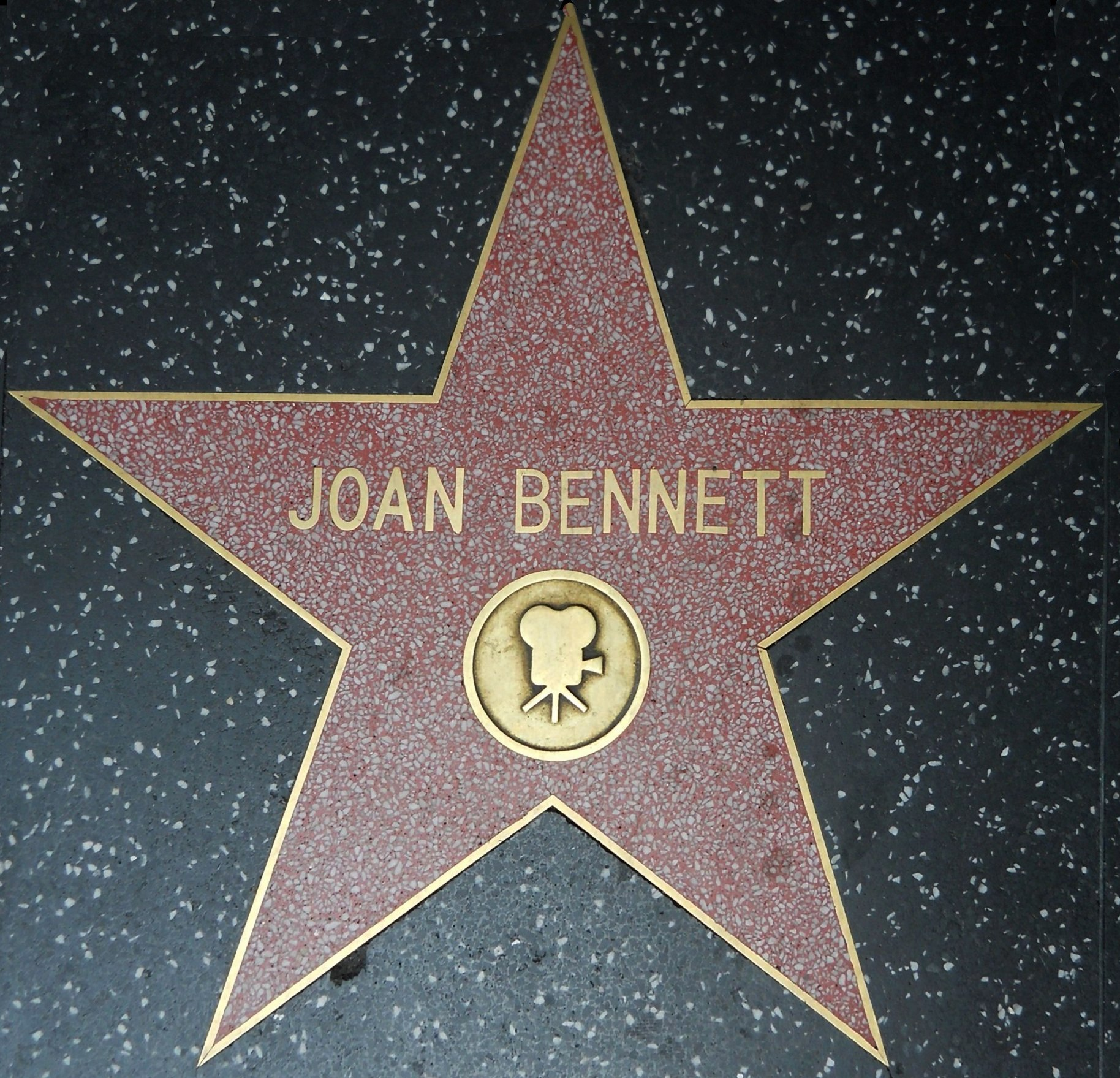
Estrella en el Hollywood Walk of Fame en 6300 Hollywood Blvd.

En 1978 se casaría por cuarta vez, con David Wilde.
Murió el 7 de diciembre de 1990 en Scarsdale (Nueva York) debido a un ataque de corazón.

## Filmografía
- The Valley of Decision (1916), de Rae Berger.
- La ciudad eterna (1923), The Eternal City, de George Fitzmaurice.
- Power (1928), de Howard Higgin.
- Trafalgar (1929), The Divine Lady, de Frank Lloyd.
- Three Live Ghosts (1929), de Thornton Freeland.
- El capitán Drummond (1929), Bulldog Drummond, de F. Richard Jones.
- Disraeli (1929), de Alfred E. Green
- The Mississippi Gambler (1929), de Reginald Barker.
- La canción del Ritz (1930), Puttin' on the Ritz, de Edward Sloman.
- Crazy That Way (1930), de Hamilton MacFadden.
- Moby Dick (1930), de Lloyd Bacon.
- Maybe It's Love (1930), de William A. Wellman
- Scotland Yard (1930), de William K. Howard.
- Many a Slip (1931), de Vin Moore.
- Esposas de médicos (1931), Doctors' Wives, de Frank Borzage.
- Chantaje (1931), Hush Money, de Sidney Lanfield.
- Quería un millonario (1932), She Wanted a Millionaire, de John G. Blystone
- La irreflexiva (1932), Careless Lady, de Kenneth MacKenna.
- The Trial of Vivienne Ware (1932), de William K. Howard
- Entre dos fuegos (1932), Week Ends Only, de Alan Crosland.
- El beso redentor (1932), Wild Girl, de Raoul Walsh.
- Mi chica y yo (1932), Me and my Gal, de Raoul Walsh.
- Arizona to Broadway (1933), de James Tinling.
- Las cuatro hermanitas (Mujercitas) (1933), Little Women, de George Cukor.
- El derecho a la felicidad (1934), The Pursuit of Happiness, de Alexander Hall.
- El hombre que volvió por su cabeza (1934), The Man Who Reclaimed His Head, Edward Ludwig.
- Mundos privados (1935), Private Worlds, de Gregory La Cava.
- El cantor del río (1935), Mississippi, de A. Edward Sutherland.
- Two for tonight (1935), de Frank Tuttle.
- La danza de los ricos (1935), She Couldn't Take It, de Tay Garnett.
- Desbanqué Montecarlo (1935), The Man Who Broke the Bank at Monte Carlo, de Stephen Roberts.
- Wedding Present (1936), de Richard Wallace.
- Big Brown Eyes (1936), de Raoul Walsh.
- Thirteen Hours by Air (1936), de Mitchell Leisen.
- Two in a Crowd (1936), de Alfred E. Green
- Vogues of 1938 (1937), de Irving Cummings.
- Volvió el amor (1938), I Met My Love Again, de Joshua Logan y Arthur Ripley.
- The Texans (1938), de James P. Hogan
- Cómicos en París (1938), Artists and Models Abroad, de Mitchell Leisen.
- La fugitiva de los trópicos (1938), Trade Winds, de Tay Garnett.
- La máscara de hierro (1939), The Man in the Iron Mask, de James Whale.
- Locos sueltos (1939), The Housekeeper's Daughter, de Hal Roach.
- Green Hell (1940), de James Whale.
- El gángster y la bailarina (1940), The House Across the Bay, de Archie Mayo.
- The Man I Married (1940), de Irving Pichel.
- El hijo de Montecristo (1940), The Son of Monte Cristo, de Rowland V. Lee
- Una chica que promete (1941), She Knew All the Answers, de Richard Wallace.
- El hombre atrapado (1941), Man Hunt, de Fritz Lang.
- Vidas sin rumbo (1941), Wild Geese Calling, de John Brahm.
- Confirm or Deny (1941), de Archie Mayo.
- The Wife Takes a Flyer (1942), de Richard Wallace.
- Twin Beds (1942), de Tim Whelan.
- Girl Trouble (1942), de Harold D. Shuster
- Margin for Error (1943), de Otto Preminger.
- La mujer del cuadro (1944), The Woman in the Window, de Fritz Lang.
- Nob Hill (1945), de Henry Hathaway.
- Perversidad (1945), Scarlet Street, de Fritz Lang.
- Colonel Effingham's Raid (1946), de Irving Pichel.
- Pasión en la selva (1947), The Macomber Affair, de Zoltan Korda.
- Una mujer en la playa (1947), The Woman on the Beach, de Jean Renoir.
- La cicatriz (1948), Hollow Triumph, de Steve Sekely.
- Secreto tras la puerta (1948), Secret Beyond the Door, de Fritz Lang.
- Almas desnudas (1949), The Reckless Moment, de Max Ophüls.
- El padre de la novia (1950), Father of the Bride, de Vincente Minnelli.
- ¿Se puede entrar? (1950), For Heaven's Sake, de George Seaton.
- El padre es abuelo (Father's Little Dividend) (1951), de Vincente Minnelli.
- The Guy Who Came Back (1951), de Joseph M. Newman
- Conciencias culpables (1954), Highway Dragnet, de Nathan Juran.
- No somos ángeles (1955), We're No Angels, de Michael Curtiz.
- Siempre hay un mañana (1956), There's Always Tomorrow, de Douglas Sirk.
- Navy Wife (1956), de Edward Bernds.
- La furia y el deseo (1960), Desire in the Dust, de William F. Claxton
- Sombras en la oscuridad (1970), House of Dark Shadows, de Dan Curtis.
- Suspiria (1977), de Dario Argento.

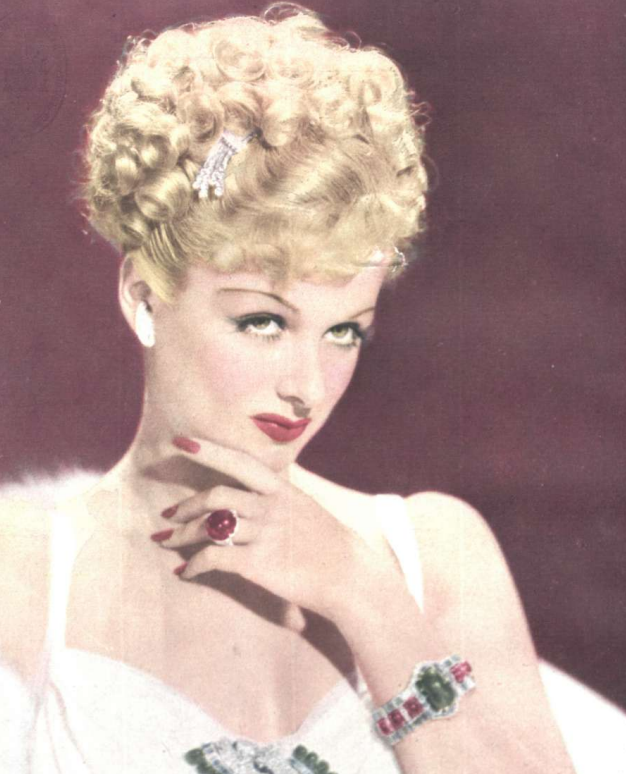
Bennett en 1939. Revista "Caras y Caretas".

## Filmografía en televisión
- Suddenly, Love (1978)
- Dr. Simon Locke (un episodio, 1972)
- The Eyes of Charles Sand (1972)
- Gidget Gets Married (1972)
- Dark Shadows (386 episodios, 1966-1971)
- Love, American Style (un episodio, 1971)
- The Governor & J. J. (un episodio, 1970)
- Burke's Law (un episodio, 1965)
- Mr. Broadway (un episodio, 1964)
- Too Young to Go Steady (1959)
- Pursuit (un episodio, 1958)
- The DuPont Show of the Month (un episodio, 1957)
- Playhouse 90 (un episodio, 1957)
- The Ford Television Theatre (dos episodios, 1955-1956)
- Climax! (un episodio, 1955)
- The Best of Broadway (un episodio, 1954)
- General Electric Theater (un episodio, 1954)
- Somerset Maugham TV Theatre (dos episodios, 1951)
- Danger (un episodio, 1951)
- Your Show of Shows (un episodio, 1951)
- Nash Airflyte Theatre (un episodio, 1951)